# 휴고 뮌스터버그

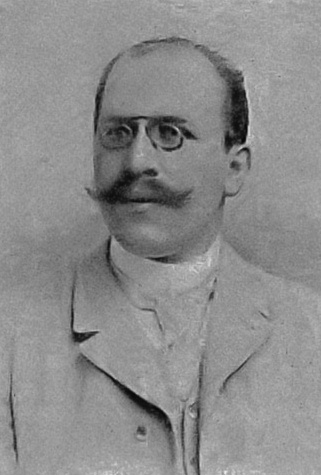
휴고 뮌스터버그

휴고 뮌스터버그(Hugo Münsterberg, 1863년 6월 1일 - 1916년 12월 19일)는 독일계 미국인 심리학자이다. 뮌스터버그는 심리학을 응용하여, 산업 심리학, 법 심리학, 의학 심리학, 치료 심리학, 교육 심리학, 그리고 비즈니스 심리학등으로 재창조하였다. 세계 1차 대전이 발발하자 그는 독일을 변호하기도하고 비판하기도 하며, 조국 독일과 미국의 입장 사이에서 괴로워했다.

## 생애
휴고 뮌스터버그는 폴란드 포모르스키 주의 주도 그단스크(독일어:단치히)에서 태어났다.그의 아버지 모리츠는 러시아로부터 목재를 사들여 영국으로 수출하는 무역상이었고, 그의 어머니 안나는 4명의 자녀를 키우면서도 지속적으로 작품 활동을 하던 예술가였다.
뮌스터버그는 1882년 단치히 김나지움을 졸업하고, 1883년 라이프치히 대학에 입학하였다. 뮌스터버그는 이 대학에서 빌헬름 분트교수를 만나 심리학에 심취하게 된다. 라이프치히 대학에서 심리학 박사학위를 취득한 후, 1887년 하이델베르크 대학교에서 의과대학 학위를 받았으며, 프라이부르크에서 프리바트도센트로써 대학에서 강의 할 수 있는 자격증도 취득하였다. 같은 해 8월 7일 스트라스부르크 출신 셀마 오플러와 결혼하였다.
뮌스터버그는 1891년 프라이부르크 조교수가 되었다. 같은 해 열린 제 1회 심리학 국제학회에서 윌리엄 제임스를 만난다. 심리학 국제학회의 만남 이후, 그들은 지속적으로 서신을 교환했으며, 1892년 윌리엄은 뮌스터버그를 하버드 대학교 3년 계약 심리학 연구소 장으로 추대하였다. 계약 기간이 끝난, 1895년 뮌스터버그는 프라이부르크로 돌아갔다가, 1897년 하버드 대학 총장과 윌리엄 제임스의 부름을 받고 다시 하버드로 돌아갔다. 1898년 미국 심리학회(APA) 회장으로 선출되었으며, 1910년 하버드 대학교에서 베를린 교환교수로 임명되었다. 뮌스터버그는 1916년 하버드 대학교에서 강의 도중 강단에서 돌연사했다.

## 뮌스터버그의 심리학

### 심리 치료학
뮌스터버그는 신경 정신병은 세포의 대사와 관련이 있다고 믿었으며, 환자들을 인터뷰한 연후에 환자들의 행동을 연구하여 병을 진단했다. 그는 이와 관련된 연구자료를 모아 1909년 <정신요법>을 출판하였고, 심리평행학설의 기초를 만들었다.

### 응용 심리학과 범죄 심리학
휴고 뮌스터버그가 저작한 법심리학 책 중 가장 널리 알려져 있고, 아직까지도 논란이 일고 있는 책은 1908년 출판된 <증인석>이다. 이 책은 현장 목격자의 증언에 대한 내용과 심리학적 요소가 재판 결과에 영향을 미칠 수 있다는 내용을 담고있다.
뮌스터버그는 프레더릭 윈즐로 테일러를 존경했으며, 1913년 그에게 이러한 서신을 보냈다. : "우리의 목표는 현대 실험 심리학과 경제 문제를 연결해주는 매개자로써 새로운 과학의 영역을 개척하는 것입니다. 산업 심리학은......."